# Mère Benjamin
Mère Benjamin Le Noël de Groussy, née le 24 octobre 1821 à Périers (Manche) et morte le 20 mai 1884 à Saïgon (Cochinchine), est une religieuse française, célèbre en Asie, qui développa la congrégation des Sœurs de Saint-Paul de Chartres en Indochine (aujourd'hui Viêt Nam), pour le soin des enfants, des malades et des lépreux et pour l'éducation des fillettes.

## Biographie
Anaïs Le Noël de Groussy naît dans la petite noblesse normande de la région de Coutances: son père est régisseur de l'hospice-orphelinat de Périers et elle l'y accompagne souvent dans son enfance. Elle entre à l'âge de vingt ans chez les religieuses de Saint-Paul de Chartres, fondée à la fin du siècle dernier par Mère Anne-Marie de Tilly. Elle y reçoit le nom de « Benjamin », sous lequel elle va devenir célèbre. En attendant, elle devient maîtresse des novices à la maison-mère de Chartres.

### Les débuts
Elle est désignée pour l'Extrême-Orient, s'embarque en décembre 1858 avec quelques compagnes et finit par diriger la communauté de Hong Kong à partir de juin 1859 (date de son arrivée, après un voyage épuisant), où se trouve depuis une dizaine d'années un grand hôpital administré par les Sœurs. Elles avaient été appelées par Mgr Forcade en 1848 pour s'occuper de l'hôpital de la garnison qui soignait en majorité des soldats catholiques irlandais et s'occupaient également d'une école pour les fillettes irlandaises et les fillettes descendant de colons portugais de Macao. Elles venaient également d'ouvrir un orphelinat pour les fillettes chinoises abandonnées à la naissance par leur famille. Quinze mois plus tard, elle est envoyée avec une vingtaine de compagnes comme supérieure en Cochinchine, à l'appel de Mgr Lefèbvre, où se déroulent des combats en 1861 et 1862. Elle fonde un hôpital à Saïgon, puis à Mỹ Tho et à Biên Hoa et des orphelinats de fillettes grâce à l'aide de la Sainte-Enfance. Ces œuvres, modestes à l'origine, vont devenir des établissements considérables.
En 1864, il y a déjà 150 fillettes orphelines élevées dans l'orphelinat des Sœurs. l'administration civile coloniale demande également aux religieuses de venir collaborer comme infirmières dans les hôpitaux indigènes de Thu Thiêm et de Cho Quan.
En 1866, la supérieure générale la rappelle à Chartres, car il lui est reproché d'avoir admis au noviciat des Sœurs indigènes. Elles étaient orphelines et descendantes des martyrs des persécutions de Tu Duc en 1861. Mère Benjamin fait triompher son point de vue et retourne en Cochinchine. Désormais c'est la première grande congrégation française à admettre en son sein des religieuses asiatiques. En effet, jusqu'alors les Sœurs asiatiques avaient leurs congrégations propres, comme les Amantes de la Croix. Les premières chartraines asiatiques sont cinq Annamites (comme l'on disait à l'époque) et une Chinoise Hoa. Cependant les religieuses de chœur demeurent exclusivement européennes avant plusieurs décennies, les converses étant quant à elles européennes ou asiatiques.

### L'expansion

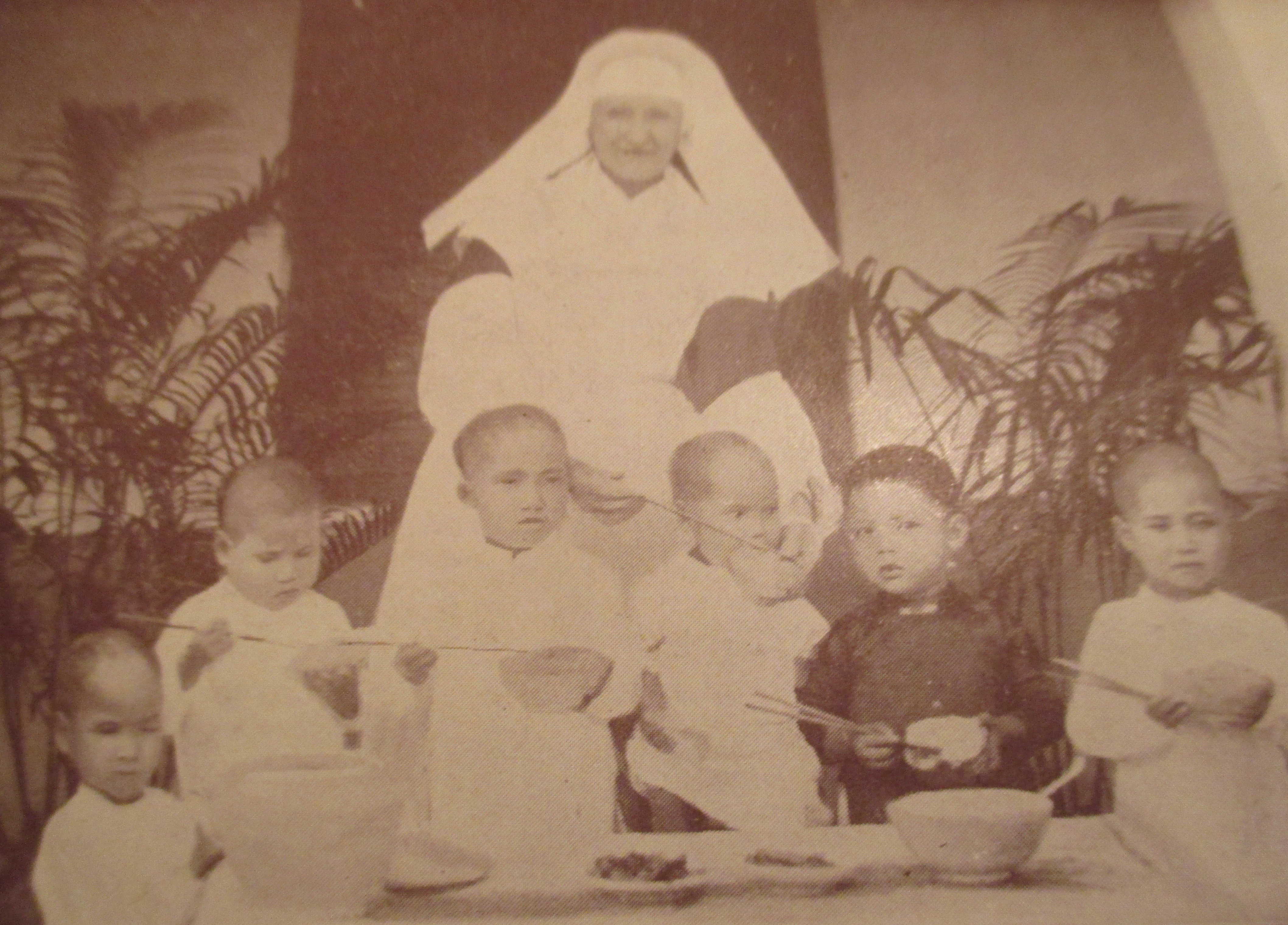
L'orphelinat de la Sainte-Enfance à Nam Dinh dans les années 1920.

Le religieuses sont également sollicitées pour les hôpitaux de la Santé militaire. En plus de la fondation de Saïgon sur un terrain qu'elles ont acheté, elles se voient offrir un nouveau terrain par l'amiral Bonnard à Phu My. Elles y construisent une chapelle, une ferme, et un orphelinat. D'autres fonds arrivent d'Europe, notamment de la Sainte-Enfance. Mère Benjamin devient une personnalité fameuse dans l'histoire de l'Église de France de la seconde moitié du XIXe siècle. Des crèches, des ouvroirs, des hôpitaux, des orphelinats s'ouvrent à un rythme soutenu à Cholon, Vinh Long, Nam Dinh, Mỹ Tho, etc.
Elle fonde également un pensionnat à Saïgon pour jeunes filles européennes ou eurasiennes qui doit financer, par leurs frais de pension, un refuge pour les jeunes filles abandonnées. Elle ouvre un noviciat réservé aux postulantes cochinchinoises.
Ensuite, c'est l'expansion au nord. L'amiral Courbet, lui demande des religieuses infirmières pour l'hôpital d'Hanoï et l'hôpital d'Haïphong. La croissance continue avec des demandes d'évêques missionnaires à Ceylan, au Siam ou au Japon. Elle ouvre trois orphelinats dans l'Empire du Levant dont un à Yokohama qui deviendra une institution importante.
La Très Révérende Mère Benjamin meurt épuisée en 1884 du paludisme à Saïgon. Elle repose dans la chapelle du couvent de la Sainte-Enfance à Saïgon, aujourd'hui Hô Chi Minh-Ville. Mère Marie-Virginie Richard lui succède.
La congrégation des Sœurs de Saint-Paul de Chartres est devenue aujourd'hui largement asiatique (dont un quart de Vietnamiennes), les vocations européennes étant en forte diminution.